# Dubrovnik
Pour les articles homonymes, voir Raguse.
Raguse
Ne doit pas être confondu avec Raguse (Italie).
Dubrovnik (/dǔbroːʋniːk/ ), ou Raguse de l'italien Ragusa (nom officiel jusqu'en 1918), est une ville et municipalité de Croatie, capitale du comitat de Dubrovnik-Neretva. Elle était autrefois la capitale d'une république maritime connue sous le nom de république de Raguse. Ses habitants s'appellent encore les Ragusains.
Au recensement de 2001, la municipalité comptait 42 615 habitants, dont 88,39 % de Croates, 3,26 % de Serbes et 3,17 % de Bosniaques et la ville seule comptait 30 436 habitants.[Passage à actualiser]
Elle a pour devise La liberté ne se vend pas même pour tout l'or du monde.

## Toponymie
Les noms croate Dubrovnik et italien Ragusa coexistent depuis plusieurs siècles. Ragusa, enregistré sous diverses formes depuis au moins le Xe siècle, est resté le nom officiel de la république de Raguse jusqu'en 1808, et de la ville dans le royaume de Dalmatie jusqu'en 1918, tandis que Dubrovnik, enregistré pour la première fois à la fin du XIIe siècle, était déjà largement utilisé à la fin du XVIe ou au début du XVIIe siècle.
Le nom Dubrovnik pour la ville est d'abord attesté dans la charte de Kulin (en) en 1189. Il proviendrait soit de dubron, un nom celte pour l'eau (qui peut être comparé avec le gaulois dubron, l'irlandais dobar, le breton dour, le gallois dŵr, dwfr, le cornique dofer), semblable aux toponymes Douvres, Dover, et Tauber ; soit d'un mot proto-slave, dǫbъ, signifiant « chêne ». Le terme dubrovnik signifie « chêne », à comparer avec les autres langues slaves où les mots dub, dàb, doubrava et dąbrowa désignent le chêne.
Le nom historique Ragusa, d'où provient la forme francophone Raguse, est attesté sous la forme grecque Ῥαούσιν (Rhaousin, latinisé Ragusium) au Xe siècle. Il est ensuite rencontré sous diverses formes à l'époque médiévale : Rausia, Lavusa, Labusa, Raugia, Rachusa. Diverses tentatives ont été faites pour en déterminer l'étymologie. Les suggestions incluent la dérivation du grec ῥάξ, ῥαγός (« raisin ») ; du grec ῥώξ, ῥωγός (« passage étroit ») ; du grec ῥωγάς (« déchiqueté »), en référence au relief rocheux ; ou encore du grec ῥαγή, ῥαγάς (« fissure »). Mais il pourrait aussi s'agir d'un dérivé du nom de la tribu épirote des Rhogoï, provenant d'un substrat illyrien non identifié. Un lien avec le nom de la Raguse sicilienne a également été proposé. Putanec, en 1993, passe en revue les suggestions étymologiques et favorise comme explication celle d'un nom pré-grec, pélasgien, d'une racine apparentée au grec ῥαγή (« fissure »), avec le suffixe -ousa également trouvé dans le nom grec de Brač, Elaphousa.
L'explication classique du nom est due à Constantin VII dans De administrando Imperio (Xe siècle). Selon ce récit, Raguse (Ῥαούσιν) est fondée par des réfugiés d'Epidaurum (en) (Vieux-Raguse), une ville grecque située à 15 km au sud de Raguse, lorsque cette ville est détruite lors des incursions slaves du VIIe siècle. Le nom est expliqué comme une corruption de Lausa, le nom de l'île rocheuse sur laquelle la ville est construite, reliée par Constantin au grec λᾶας (« pierre »).

## Géographie

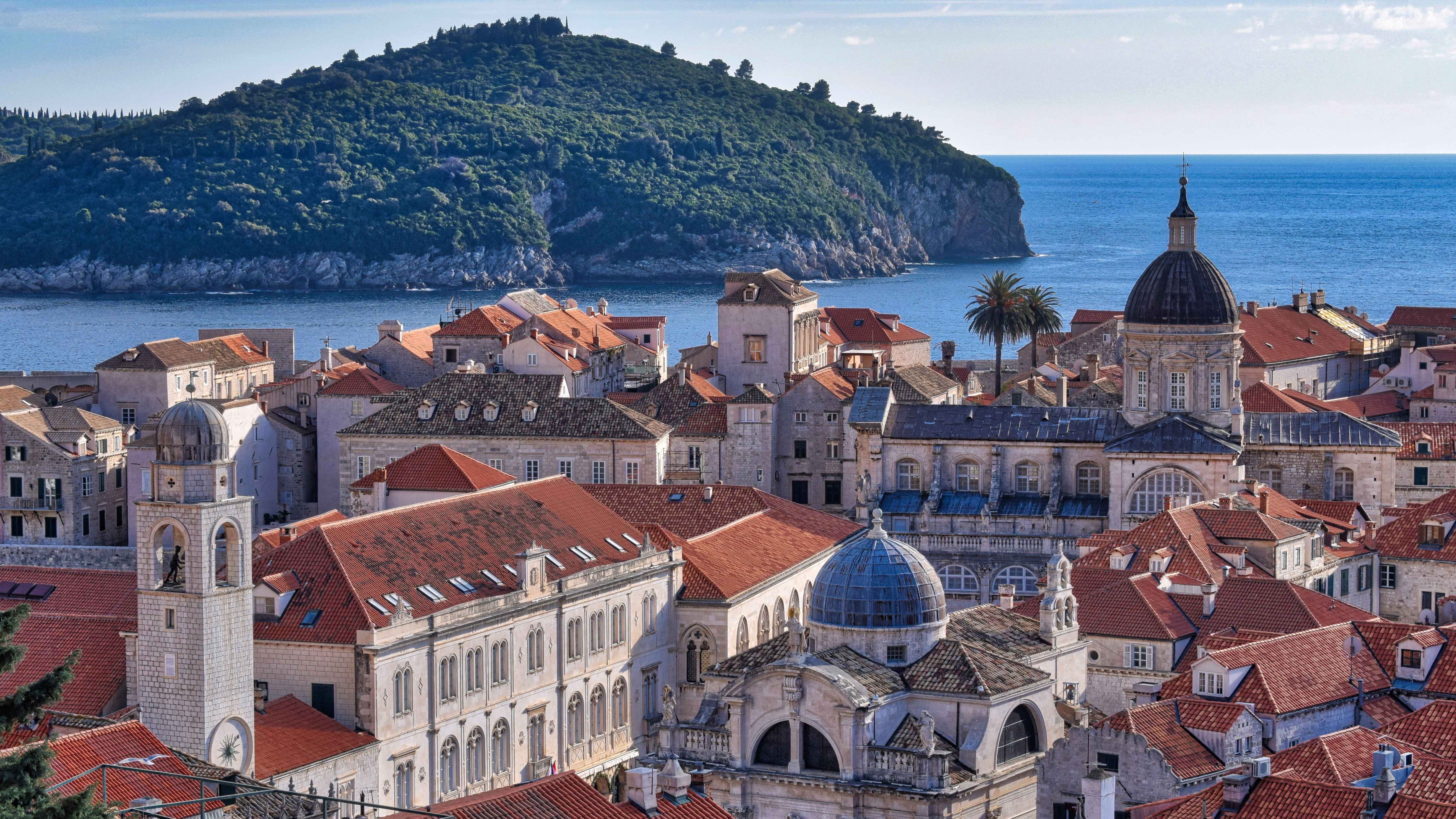
Dubrovnik au bord de la mer. Janvier 2017.

Située au sud de la côte dalmate, à proximité de la frontière avec la Bosnie-Herzégovine et le Monténégro, la ville-forte de Dubrovnik est un lieu touristique important de Croatie.

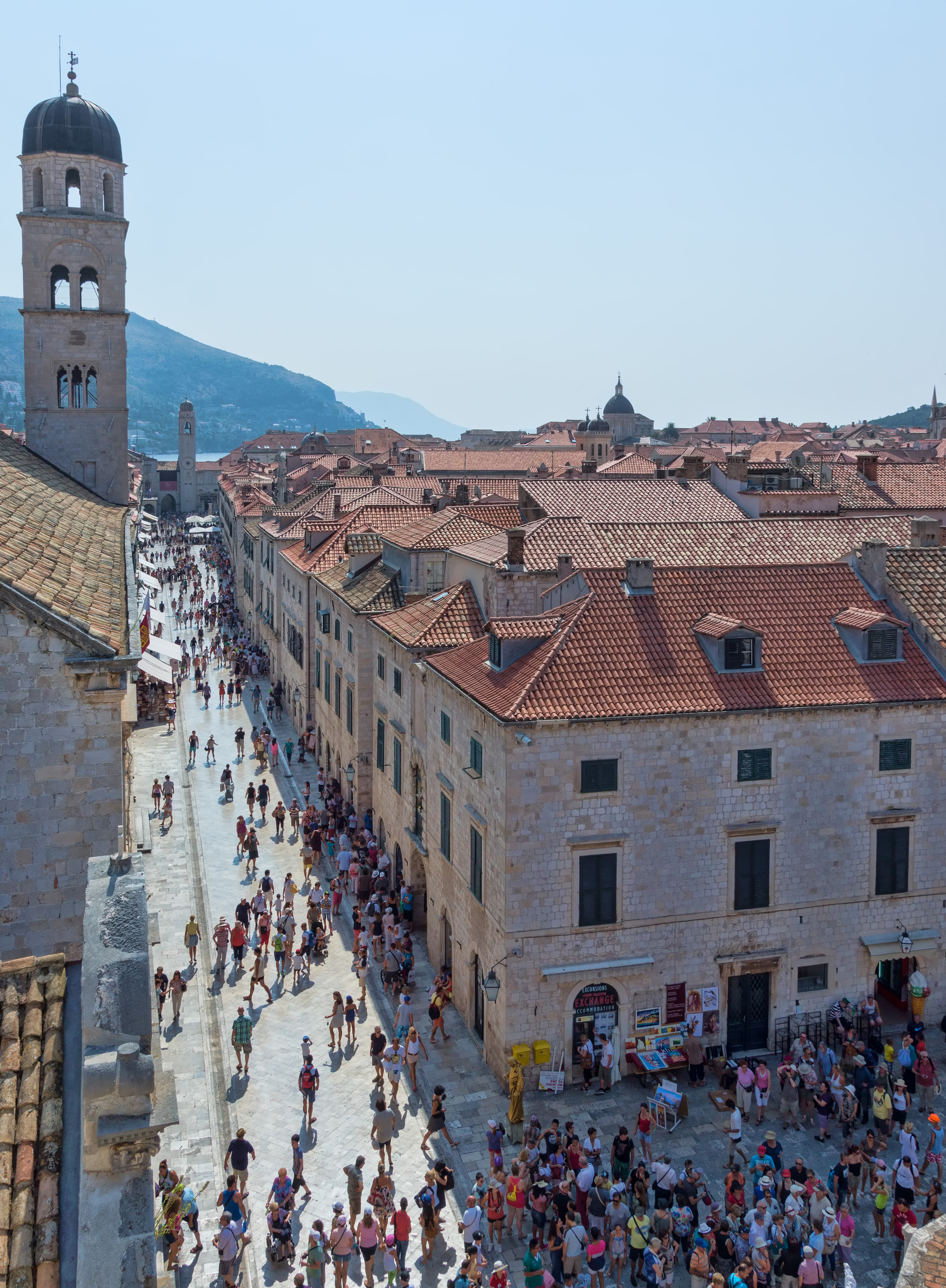
Stradun, l'artère principale de la vieille ville.

La Placa (ou Stradun) est une large avenue dallée tracée au milieu de la ville, sur l'ancien marécage qui séparait la Raguse latine du rocher de Dubrava sur le continent. Lorsque la ville s'agrandit au cours du Moyen Âge, elle assèche ce marais et en fait une artère.

## Localités
La municipalité de Dubrovnik compte 32 localités :
| - Bosanka - Brsečine - Čajkovica - Čajkovići - Donje Obuljeno - Dubravica - Dubrovnik - Gornje Obuljeno - Gromača - Kliševo - Knežica | - Koločep - Komolac - Lopud - Lozica - Ljuba č - Mokošica - Mravinjac - Mrčevo - Nova Mokošica - Orašac - Osojnik | - Petrovo Selo - Pobrežje - Prijevor - Rožat - Suđurađ - Sustjepan - Šipanska Luka - Šumet - Trsteno - Zaton |

### Climat
Le climat de la ville est marqué par des étés chauds et humides ainsi que par des hivers froids, mais tempérés par la proximité maritime. Ses caractéristiques sont semblables à celles de la plaine du Pô en Italie, au nord de la côte adriatique opposée.
| Mois                                             | jan.         | fév.         | mars         | avril        | mai          | juin         | jui.         | août         | sep.         | oct.        | nov.        | déc.        | année         |
| ------------------------------------------------ | ------------ | ------------ | ------------ | ------------ | ------------ | ------------ | ------------ | ------------ | ------------ | ----------- | ----------- | ----------- | ------------- |
| Température minimale moyenne (°C)                | 6,6          | 6,8          | 8,4          | 11,1         | 15,3         | 18,9         | 21,4         | 21,6         | 18,4         | 14,9        | 10,7        | 7,8         | 13,5          |
| Température moyenne (°C)                         | 9,2          | 9,4          | 11,1         | 13,8         | 18,3         | 22           | 24,6         | 24,8         | 21,4         | 17,6        | 13,3        | 10,3        | 16,3          |
| Température maximale moyenne (°C)                | 12,3         | 12,6         | 14,4         | 16,9         | 21,5         | 25,3         | 28,2         | 28,5         | 25,1         | 21,1        | 16,6        | 13,4        | 19,7          |
| Record de froid (°C) date du record              | −7 14/1968   | −5,2 1/1991  | −4,2 1/1963  | 1,6 8/2003   | 5,2 7/1989   | 10 8/2005    | 14,1 2/1962  | 14,1 27/1969 | 8,5 17/1971  | 4,5 23/1972 | −1 30/1973  | −6 17/1961  | −7 14/2/1968  |
| Record de chaleur (°C) date du record            | 18,4 13/1997 | 24,1 22/1990 | 26,8 30/2017 | 30,3 15/2018 | 32,9 29/2003 | 37,5 28/2019 | 37,9 13/2017 | 38,4 7/2012  | 34,2 18/2020 | 30,5 1/2012 | 25,4 3/2004 | 20,3 3/2014 | 38,4 7/8/2012 |
| Nombre de jours avec gel                         | 1            | 0,4          | 0,3          | 0            | 0            | 0            | 0            | 0            | 0            | 0           | 0,2         | 0,8         | 2,7           |
| Ensoleillement (h)                               | 130,2        | 142,8        | 179,8        | 207          | 266,6        | 312          | 347,2        | 325,5        | 309          | 189,1       | 135         | 124         | 2 668,2       |
| Précipitations (mm)                              | 98,3         | 97,9         | 93,1         | 91,4         | 70,1         | 44           | 28,3         | 72,5         | 86,1         | 120,1       | 142,3       | 119,8       | 1 064         |
| Nombre de jours avec précipitations              | 11,2         | 11,2         | 11,2         | 12           | 9,4          | 6,4          | 4,7          | 5,1          | 7,2          | 10,8        | 12,4        | 12          | 113,6         |
| dont nombre de jours avec précipitations ≥ 10 mm | 3,3          | 3,4          | 3            | 2,9          | 2,3          | 1,1          | 0,9          | 1,7          | 2,4          | 3,6         | 4,7         | 4           | 33,4          |
| Humidité relative (%)                            | 59,9         | 58,4         | 61,2         | 64,2         | 66,7         | 63,8         | 58,2         | 59,2         | 61,9         | 62,2        | 62,4        | 60,3        | 61,5          |
| Nombre de jours avec neige                       | 0,1          | 0            | 0            | 0            | 0            | 0            | 0            | 0            | 0            | 0           | 0           | 0           | 0,1           |
| Nombre de jours d'orage                          | 2,5          | 3,5          | 3,5          | 4,5          | 3,6          | 4,5          | 4,5          | 5,1          | 5,2          | 5,3         | 5,1         | 3,7         | 50,8          |
| Nombre de jours avec brouillard                  | 0            | 0            | 0,3          | 0,2          | 0,4          | 0,1          | 0,2          | 0,1          | 0,1          | 0,1         | 0           | 0           | 1,4           |

| Diagramme climatique                                  |             |             |              |              |            |              |              |              |               |               |              |
| J                                                     | F           | M           | A            | M            | J          | J            | A            | S            | O             | N             | D            |
| 12,36,698,3                                           | 12,66,897,9 | 14,48,493,1 | 16,911,191,4 | 21,515,370,1 | 25,318,944 | 28,221,428,3 | 28,521,672,5 | 25,118,486,1 | 21,114,9120,1 | 16,610,7142,3 | 13,47,8119,8 |
| Moyennes : • Temp. maxi et mini °C • Précipitation mm |             |             |              |              |            |              |              |              |               |               |              |

## Histoire

### Moyen Âge

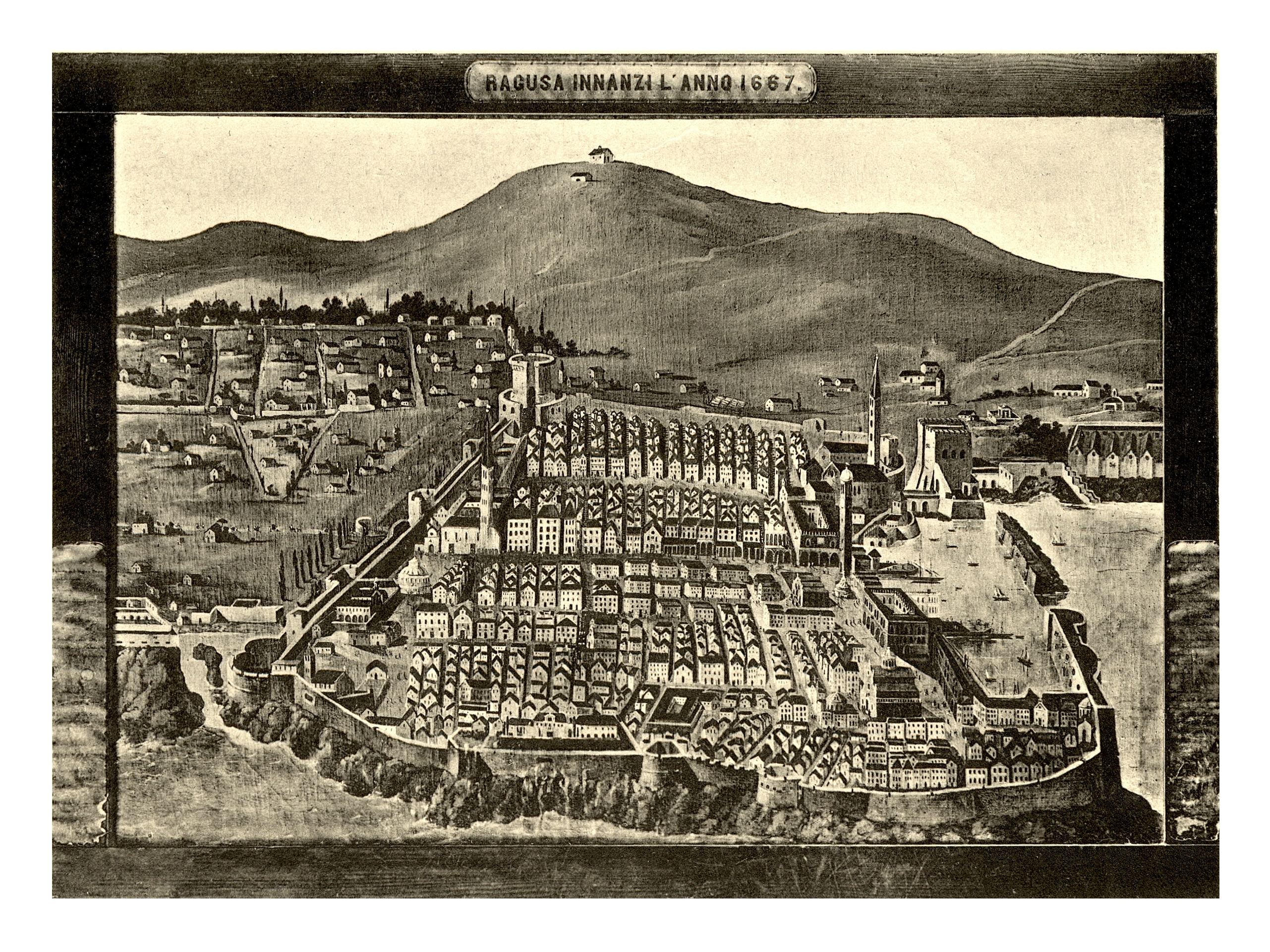
Raguse avant le tremblement de terre de 1667, héliographie de Kowalczyk (1909).

Raguse est fondée durant la première moitié du VIIe siècle. Dès sa fondation, la ville est placée sous la protection de Byzance. À partir de 980, la ville a le statut d'évêché. À l'instar de Venise dont elle devient concurrente, Raguse sait tirer parti de sa position côtière pour développer un commerce maritime lucratif.
Elle est gouvernée par un recteur, élu chaque mois[réf. nécessaire]. Celui-ci est logé au palais du recteur, où il ne reçoit plus ni amis, ni famille, se consacrant entièrement à sa tâche. La république de Raguse comprend uniquement les ports de Raguse et de Ragusavecchia (Cavtat) jusqu'en 1120, date à laquelle elle s'étend à son arrière-pays.
Entre 1180 et 1190, le Grand Prince (veliki župan) de Rascie Stefan Nemanja, fondateur de la dynastie serbe Nemanjić, essaie à deux reprises de s'emparer de la république de Raguse, sans succès.
- En 1184, l'armée des trois frères (Miroslav et Stracimir rejoignant Nemanja dans cette campagne) est devant les murs de la riche cité de Raguse. La ville est chrétienne et peuplée de Serbes, Croates ainsi que d'Illyriens et de Romains[réf. nécessaire], venant de l'ancienne province de la Dalmatie comme toute la région ; mais très fière de son indépendance Raguse résiste une première fois à l'armée de Nemanja.
- En 1185, Nemanja revient devant les murs de la cité et subit un nouvel échec militaire.

En 1186, Nemanja décide alors de libérer les autres villes de la région qui étaient sous la domination byzantine de Michel III Vojislav, roi de Dioclée. L'armée serbe prend les villes de Danj, Sard (hu), Skadar, Svač (hr) et Ulcinj avec une surprenante rapidité, puis un peu plus tard Bar.
Entre 1233 et 1242, Raguse étend à nouveau ses possessions dans l'arrière-pays.
L'importance de son trafic commercial la conduit à établir la première quarantaine et créer un lazaret en 1377, pour se protéger de la peste noire.
Après la quatrième croisade, elle passe sous la domination de Venise, jusqu'en 1358.
En 1358 (traité de paix de Zadar), la république de Raguse reconnaît la suzeraineté du roi de Hongrie, à qui elle verse un tribut jusqu'en 1526, après la bataille de Mohács. L'autorité hongroise ne porte cependant que sur les impôts et la flotte et on fait donc traditionnellement débuter l'indépendance de la république de Raguse à 1358.
La République reçoit l'île de Meleda (Mljet) puis les alentours de Slano en 1399.
Entre 1427 et 1451, elle achète la région des Konavle au royaume de Bosnie.
En 1409 et en 1417, Venise lui conteste le monopole du commerce dans la ville de Drijeva, qui est alors possession du royaume de Bosnie. Elle échoue par deux fois, et Raguse reste maîtresse du commerce du sel (salines de Ston) qui passait par cette ville.
En 1416, elle est le premier État européen à abolir l'esclavage et donc à interdire le commerce des esclaves. Durant les XVe et XVIe siècles, elle développe son commerce entre l'Europe ottomane et les ports de la Méditerranée. Au XVIe siècle, la flotte de commerce de la République compte 160 navires.
L'avancée turque dans les Balkans et notamment la conquête de la Serbie nuit gravement au commerce de la République. Elle signe en 1442 un traité avec les Ottomans ; ce traité autorise les marchands de Raguse à commercer dans les Balkans, moyennant le paiement d'une taxe.
Farouchement catholique, la République réserve les postes de la magistrature aux membres de cette religion et oblige parfois les orthodoxes à se convertir. En 1492, elle accueille toutefois un groupe de Juifs expulsés d'Espagne.

### Époque moderne

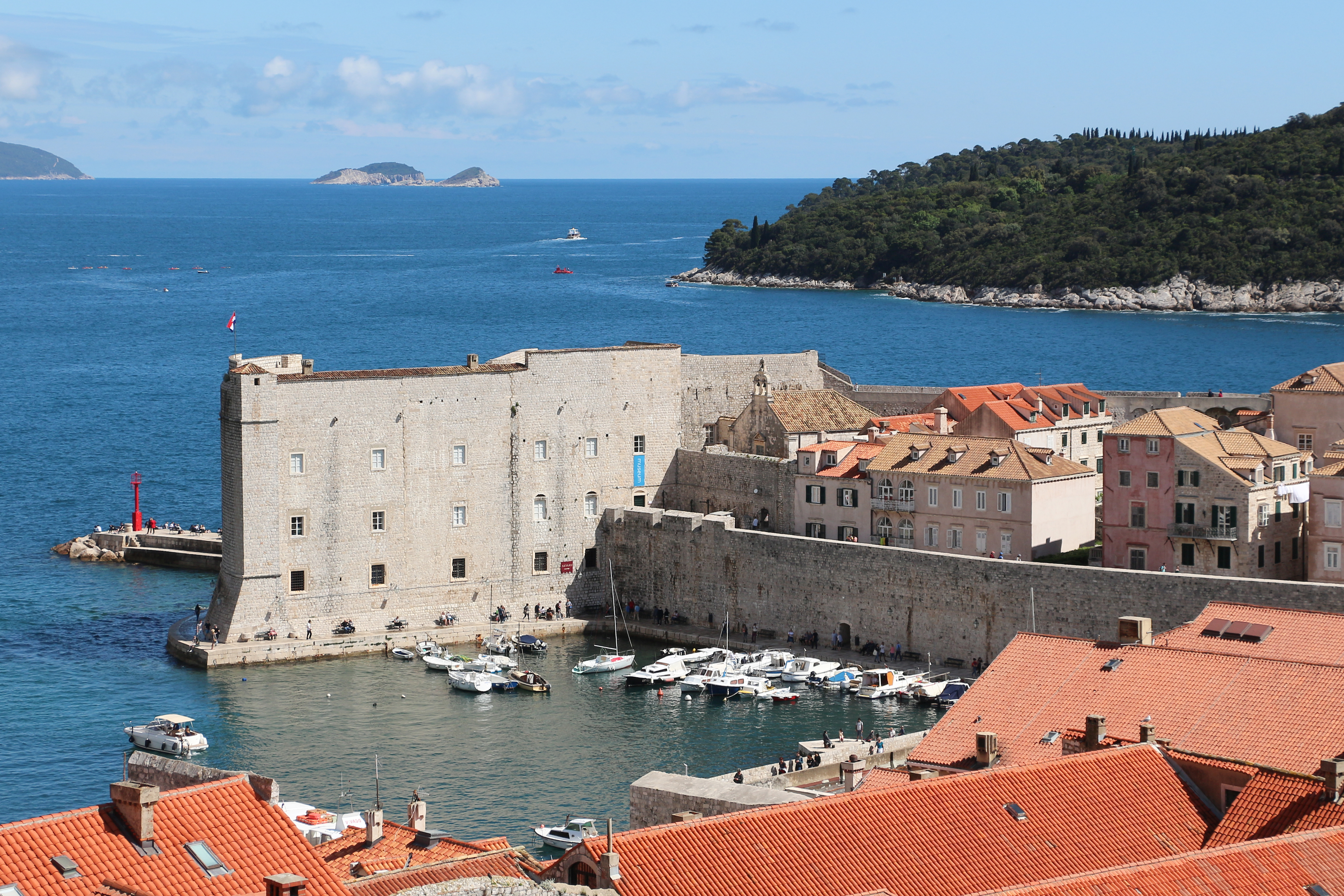
Vieux port de Dubrovnik et le fort Saint-Jean.

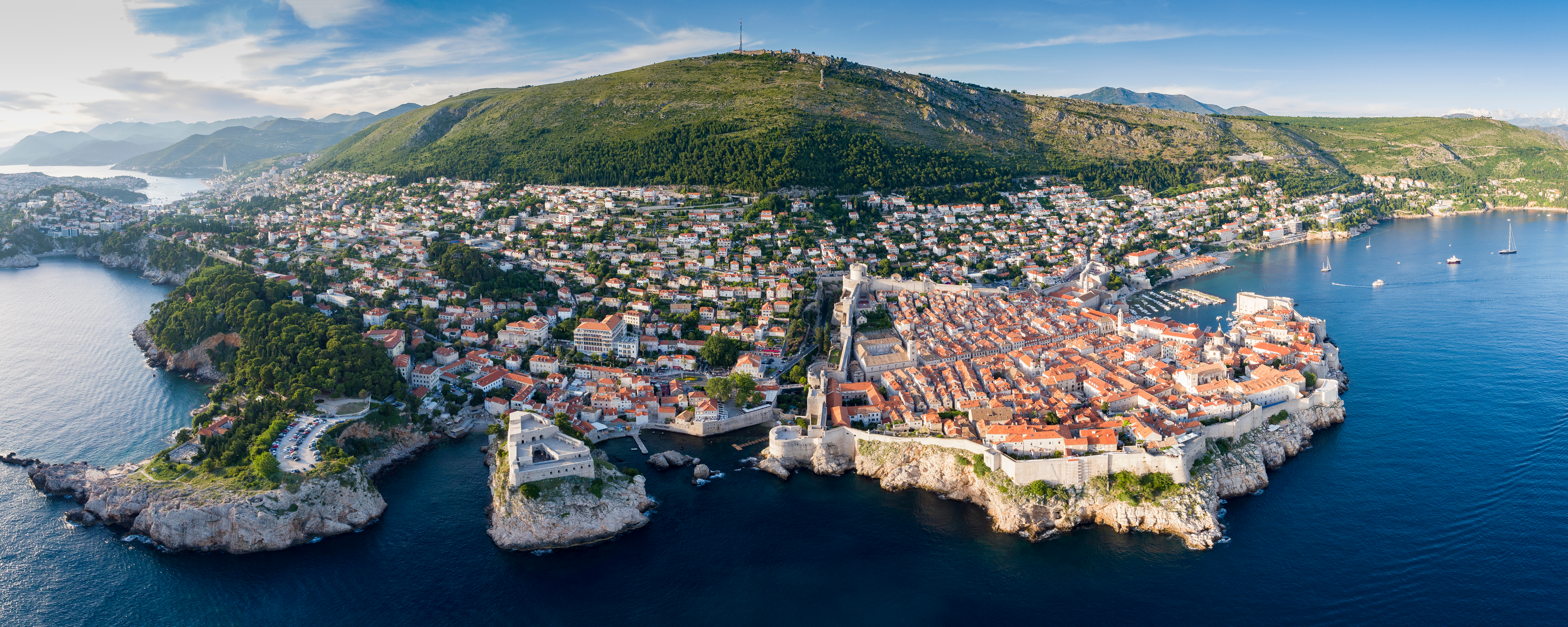
Vue de Dubrovnik.

À la fin du XVe siècle, des conflits opposent Venise aux Hongrois, puis Venise aux Ottomans pour le contrôle du marché de Drijeva, nuisant ainsi gravement au commerce des marchands de Raguse, qui en avaient le monopole. Il faut attendre 1503 pour qu'un traité de paix soit signé.
Tout comme Venise, elle offre assistance à l'alliance musulmane lors de la bataille de Diu contre les Portugais, en 1509, dans l'océan Indien.
Après 1526, elle paie un tribut aux Ottomans, et ce jusqu'en 1718. Le tribut s'élevait alors à 12 500 ducats par année. La république ne se relève jamais complètement de la crise du commerce maritime en Méditerranée et du tremblement de terre de 1667 (plus de 5 000 morts).
En 1699, elle cède deux portions de terre à l'Empire ottoman. De cette manière, Venise ne peut plus l'attaquer que par la voie maritime, et non plus par voie terrestre. Ceci est à l'origine de l'unique accès à la mer de la Bosnie dans la région de Neum.
En 1806, Raguse est assiégée durant un long mois par les flottes russes et monténégrines qui envoient plus de 3 000 boulets sur la cité. La République est alors contrainte de capituler face aux forces armées de l'Empire français qui met un terme au siège et sauve Raguse. Menée par Napoléon, l'armée française entre dans Raguse en 1806.
En 1808, le maréchal Marmont abolit la république de Raguse et l'intègre dans le royaume d'Italie. Il devient le recteur de Raguse (en 1810 incorporation dans les provinces illyriennes dirigées par Marmont puis Fouché).

### Époque contemporaine

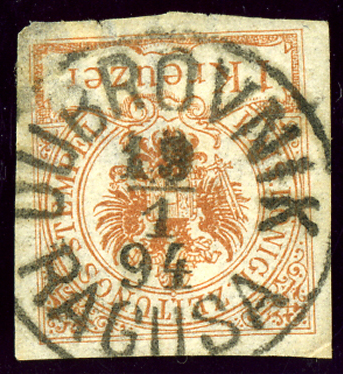
Nom bilingue utilisé dans la monarchie autrichienne en 1894.

Depuis 1815 (congrès de Vienne) jusqu'en 1918, la ville (au nom bilingue de Ragusa - Dubrovnik) fait partie de la monarchie autrichienne (empire d'Autriche), puis Autriche-Hongrie (Cisleithanie après le compromis de 1867), chef-lieu du district de même nom, l'un des treize Bezirkshauptmannschaften en Dalmatie. Le nom italien seul est utilisé jusqu'à la fin du XIXe siècle.
La ville de Raguse change officiellement son nom dans les langues occidentales pour Dubrovnik en 1918, avec la chute de l'empire d'Autriche-Hongrie et à la suite de son incorporation dans le royaume des Serbes, Croates et Slovènes. Ce dernier devient en octobre 1929 et jusqu'au 17 avril 1941, le royaume de Yougoslavie. Dubrovnik est alors située au sein du royaume yougoslave dans la Banovine de la Zeta puis dans la Banovine de Croatie.
Entre le 18 avril 1941 et le 8 mai 1945, la ville passe sous le contrôle de l'État indépendant de Croatie. Puis, elle est intégrée à la République socialiste de Croatie.
A compter du 25 juin 1991, elle fait partie de la nouvelle République de Croatie indépendante de la Yougoslavie.

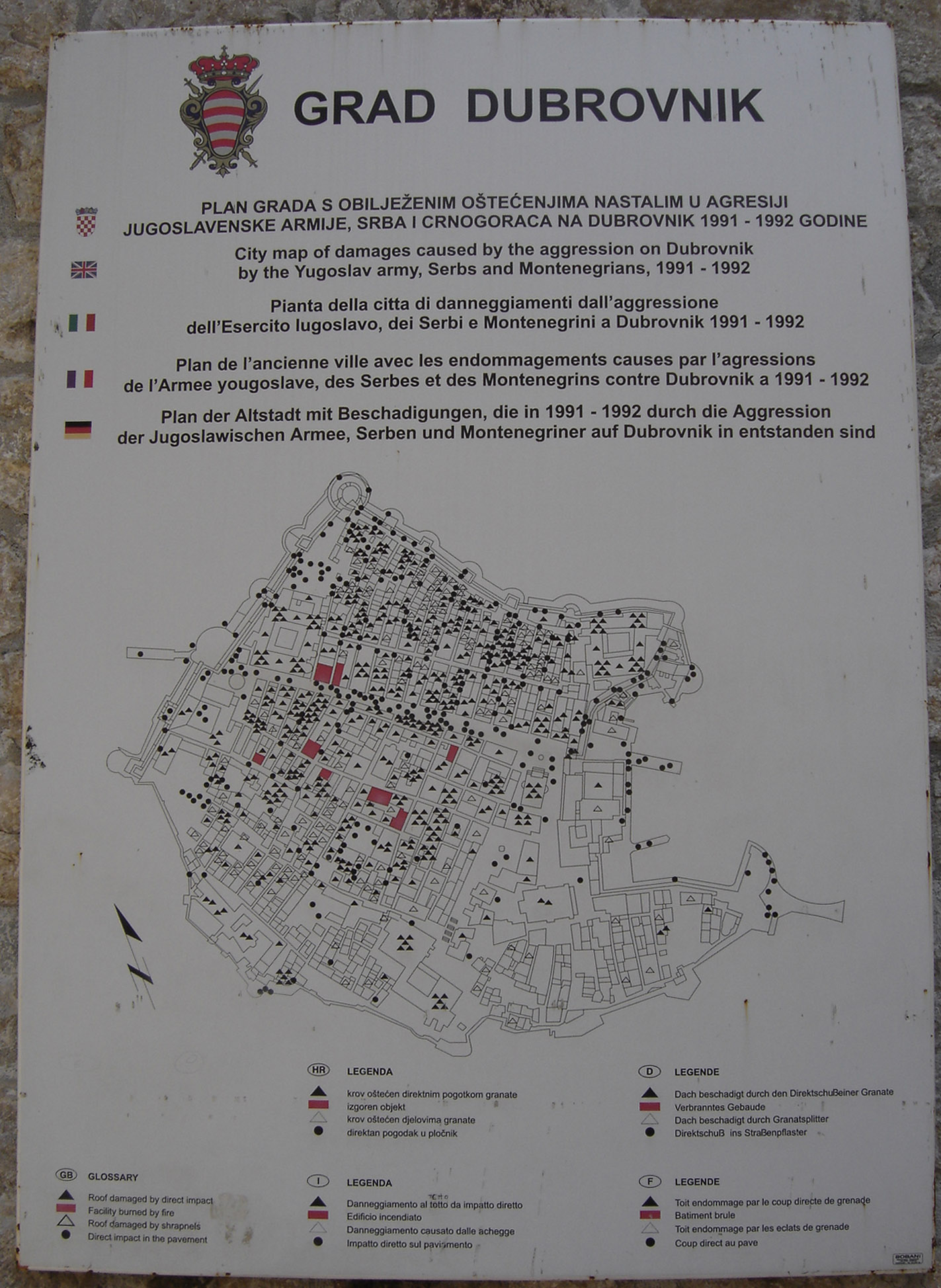
Plan des destructions de la vieille ville durant le siège de 1991-1992.

Le 1er octobre 1991, l'Armée populaire yougoslave attaque et encercle Dubrovnik pendant la guerre d'indépendance croate. Le siège de Dubrovnik dure jusqu'à mai 1992. La plus grosse attaque d'artillerie a lieu le 6 décembre 1991, tuant 19 personnes et en blessant 60. Le nombre total de victimes dans cette région est de 114 civils tués, selon la Croix-Rouge, dont le poète Milan Milišić.
De 1992 à août 1995, la ville est régulièrement la cible de tirs d'artillerie de l'armée serbo-monténégrine postée sur les hauteurs de Zarkovica, au nord-est et ainsi 68 % des bâtiments de la vieille ville auraient été touchés directement ou indirectement par les tirs d'obus.
La reconstruction s'est déroulée, autant que possible, dans le respect des techniques traditionnelles, tout en appliquant des normes anti-sismiques nouvelles, dans cette région géologiquement instable. La restauration des toitures fut particulièrement problématique, les matériaux traditionnels n'étant plus disponibles en quantité suffisante. Les anciennes tuiles furent ainsi progressivement remplacées par de nouvelles, bâtiment par bâtiment. Ces nouvelles tuiles proviennent d'une fabrique située à côté de Toulouse, en France.

## Transport
La ville est desservie par l'aéroport de Dubrovnik situé à 20 km au sud de la ville près de Čilipi. La ville sera dans le futur desservie par l'autoroute A1.
La construction du pont de Pelješac, inauguré en juillet 2022 permet de rompre l'isolement de Dubrovnik qui, jusqu'alors, était coupée du reste de la Croatie par la bande côtière de Neum, qui appartient à la Bosnie-Herzégovine.

## Tourisme

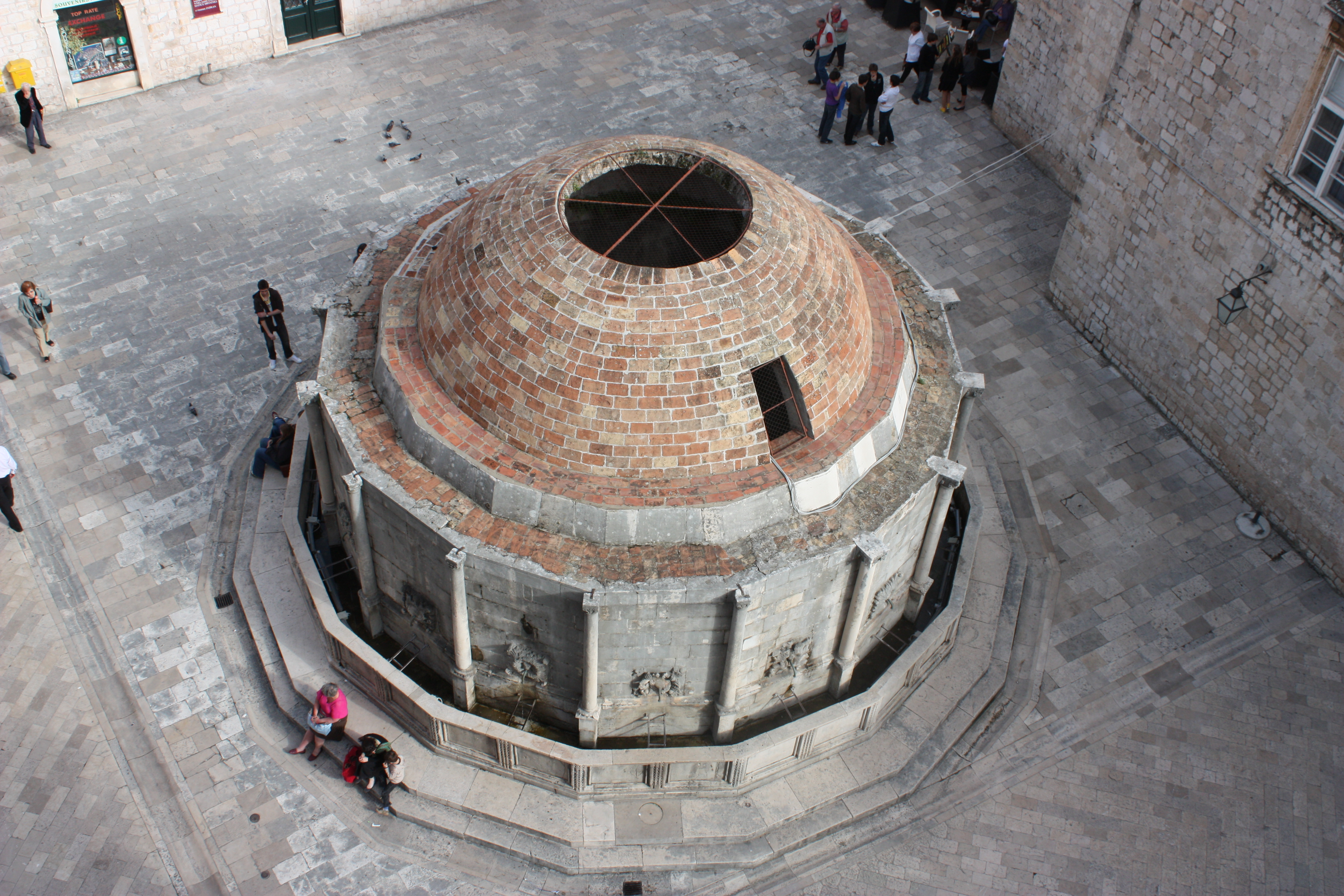
La fontaine d'Onofrio.

Dubrovnik, qui déroule ses remparts sur la côte dalmate, au bord de la mer Adriatique, est un lieu de villégiature recherché depuis que la Croatie a rejoint l'Union européenne le 1er juillet 2013, car le tourisme y représente près d'un quart du produit intérieur brut. Une étude publiée en 2020 l'a placé en tête des villes européennes exposées à la pression touristique en 2019, avec 36 visiteurs pour un résident local, devant Venise, Bruges et Rhodes, toutes les trois ex æquo en deuxième position, avec environ 21 touristes par habitant. Dans un mouvement d'efforts pour  respecter la population locale de ces villes, porté par la demande de tourisme responsable, les valises à roulettes sont interdites depuis juin 2023 sur les pavés du centre-ville, afin de réduire les nuisances sonores,.
Depuis le milieu des années 2010, une partie de la population manifestait sa désapprobation face au tourisme de masse. En 2023, le maire de Dubrovnik a également fermé la terrasse d'un bar du Stradun pour les nuisances que cela créait au voisinage.
L'ancienne Raguse, qui fut au XVe siècle une République rivale de Venise, renommée Dubrovnik en 1918 à la chute de l'empire austro-hongrois, est aujourd'hui une ville-musée, inscrite au patrimoine mondial de l'Unesco dès 1979. Entre 1991 et 1993, les deux tiers de ses bâtiments ont été détruits ou endommagés, mais ils ont été restaurés avec soin entre autres grâce à des fonds étrangers. Les visiteurs ne s'y trompent pas. Les mois d'été, sur le Stradun, l'artère principale de la ville, la foule est importante. 
La ville est aussi connue pour être un des décors principaux de la série Game of Thrones. Depuis la deuxième saison, les scènes se déroulant à Port-Réal y sont tournées.

## Liste des maires
- 2001-2009 : Dubravka Šuica
- 2009-2017 : Andro Vlahušić
- Depuis 2017 : Mato Franković

## Images de la vieille ville

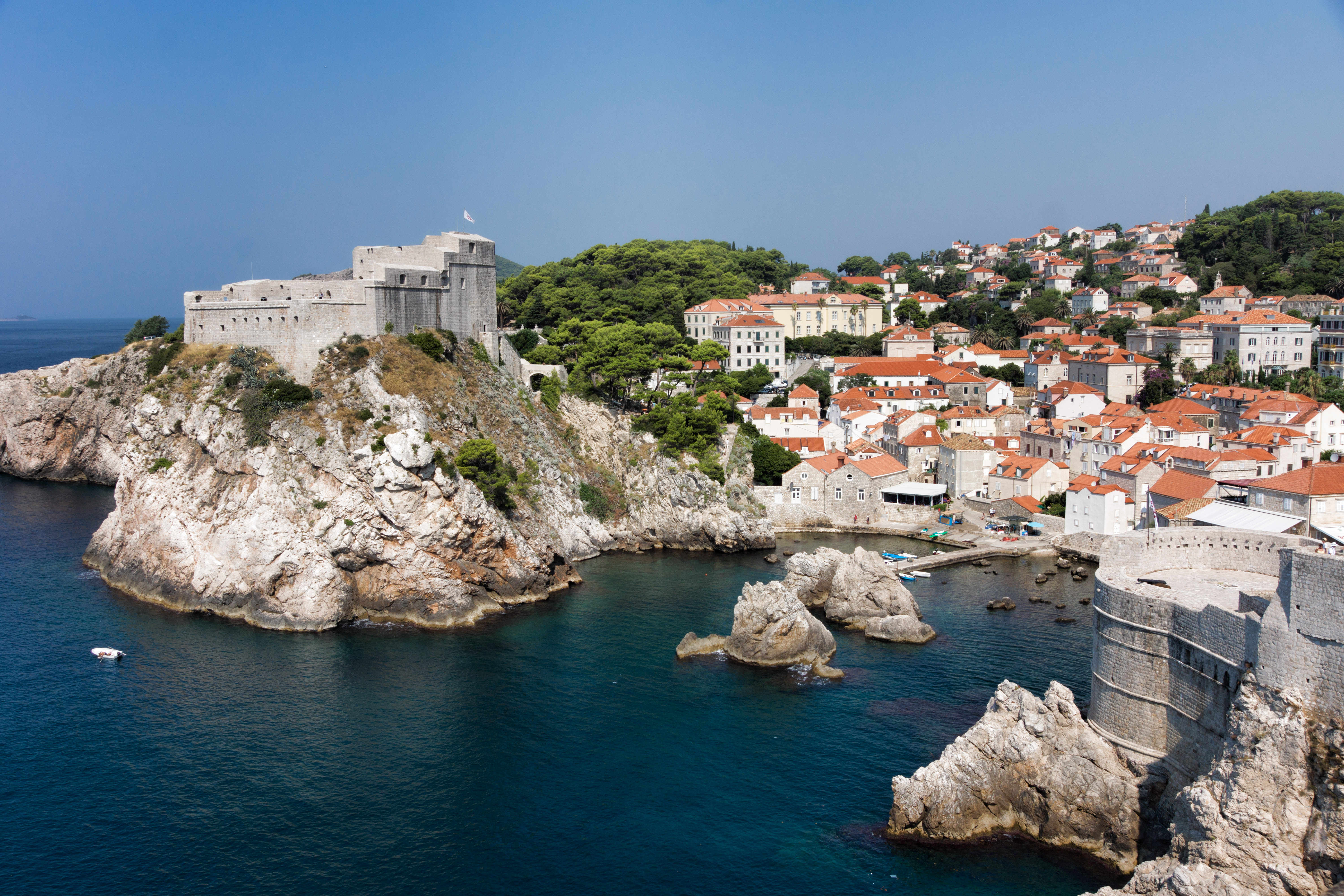
Forteresse de Dubrovnik, entrée du vieux port.
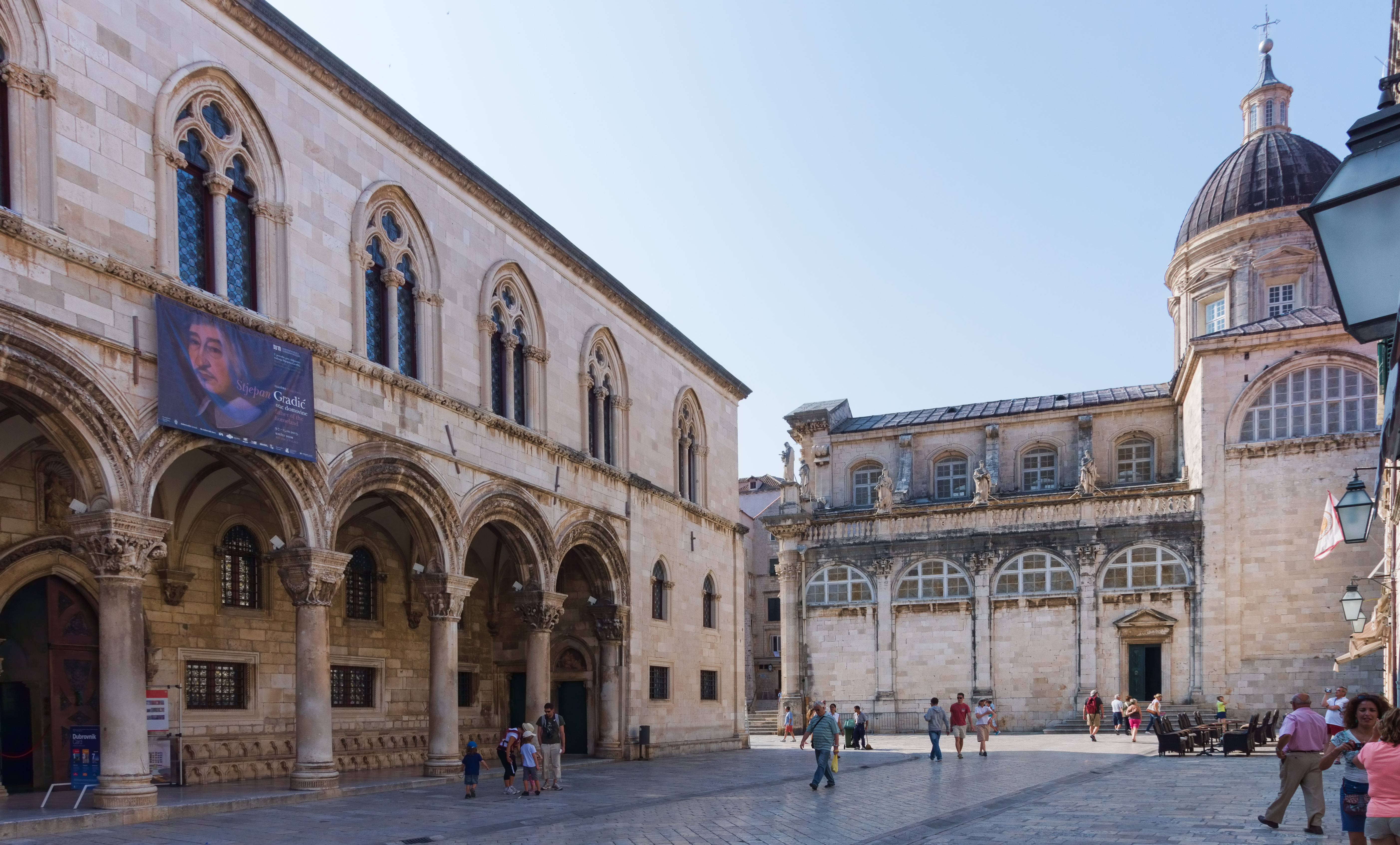
Cathédrale de l'Assomption de la Vierge Marie.
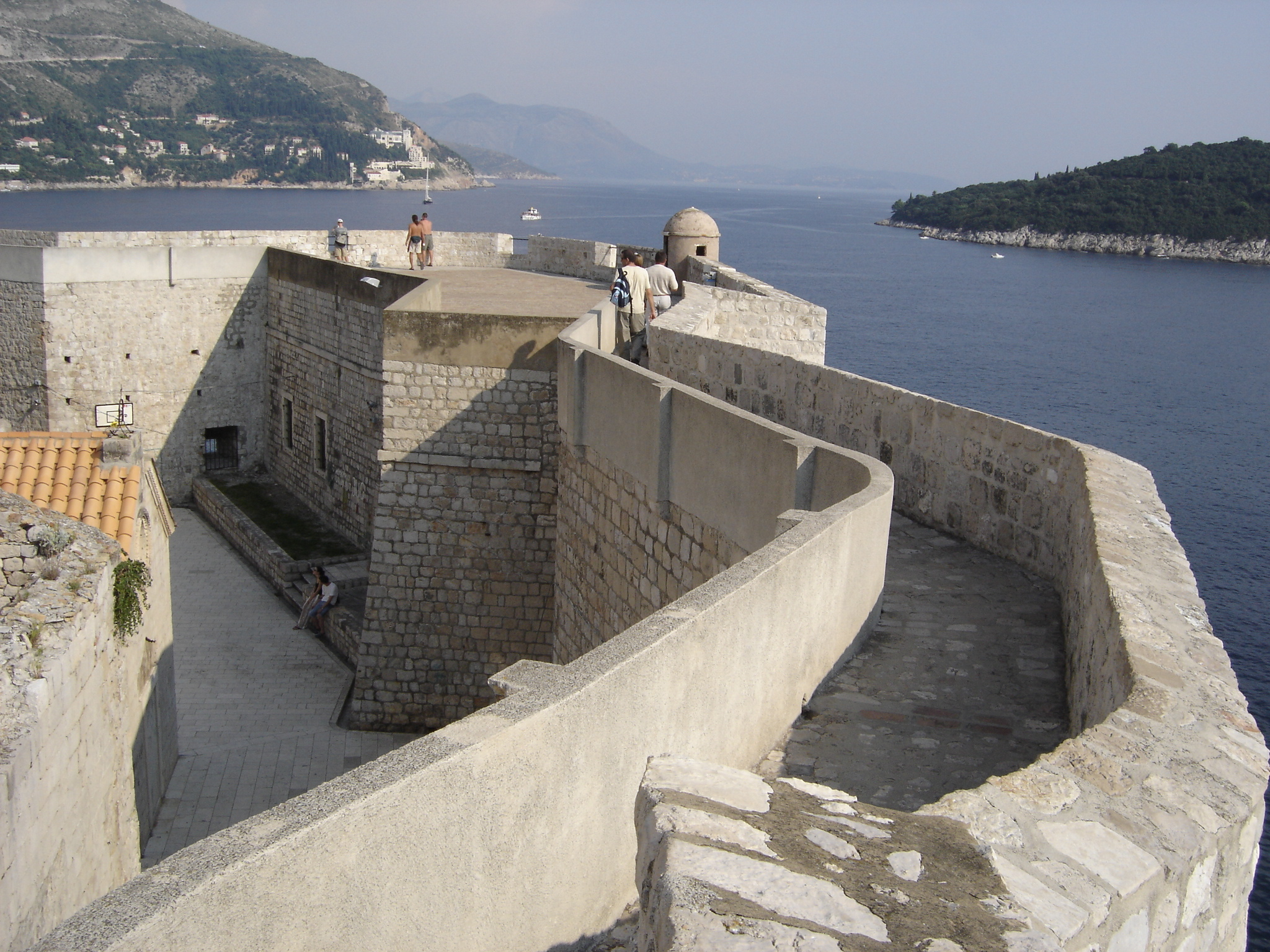
Remparts de la forteresse de Dubrovnik.
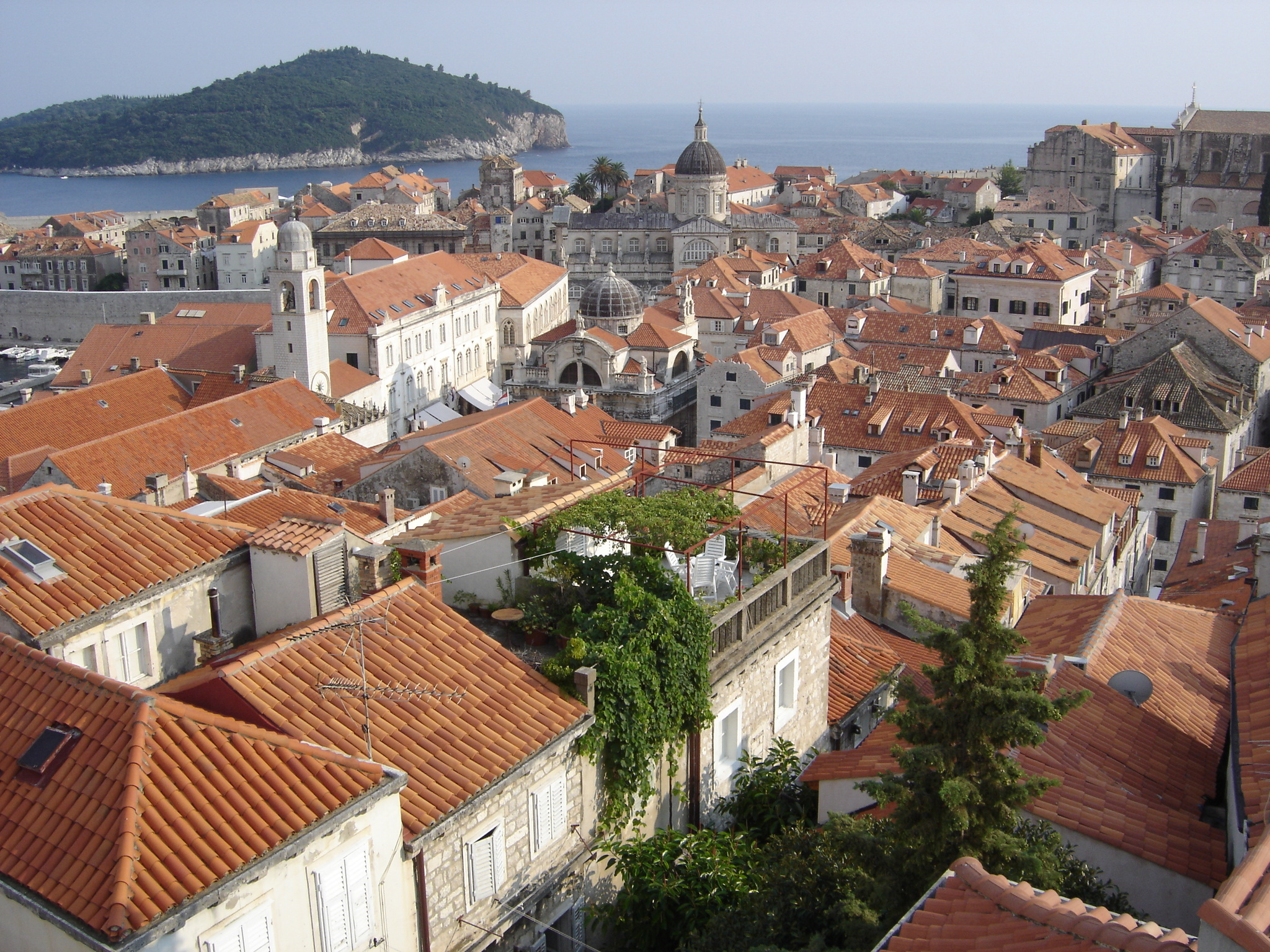
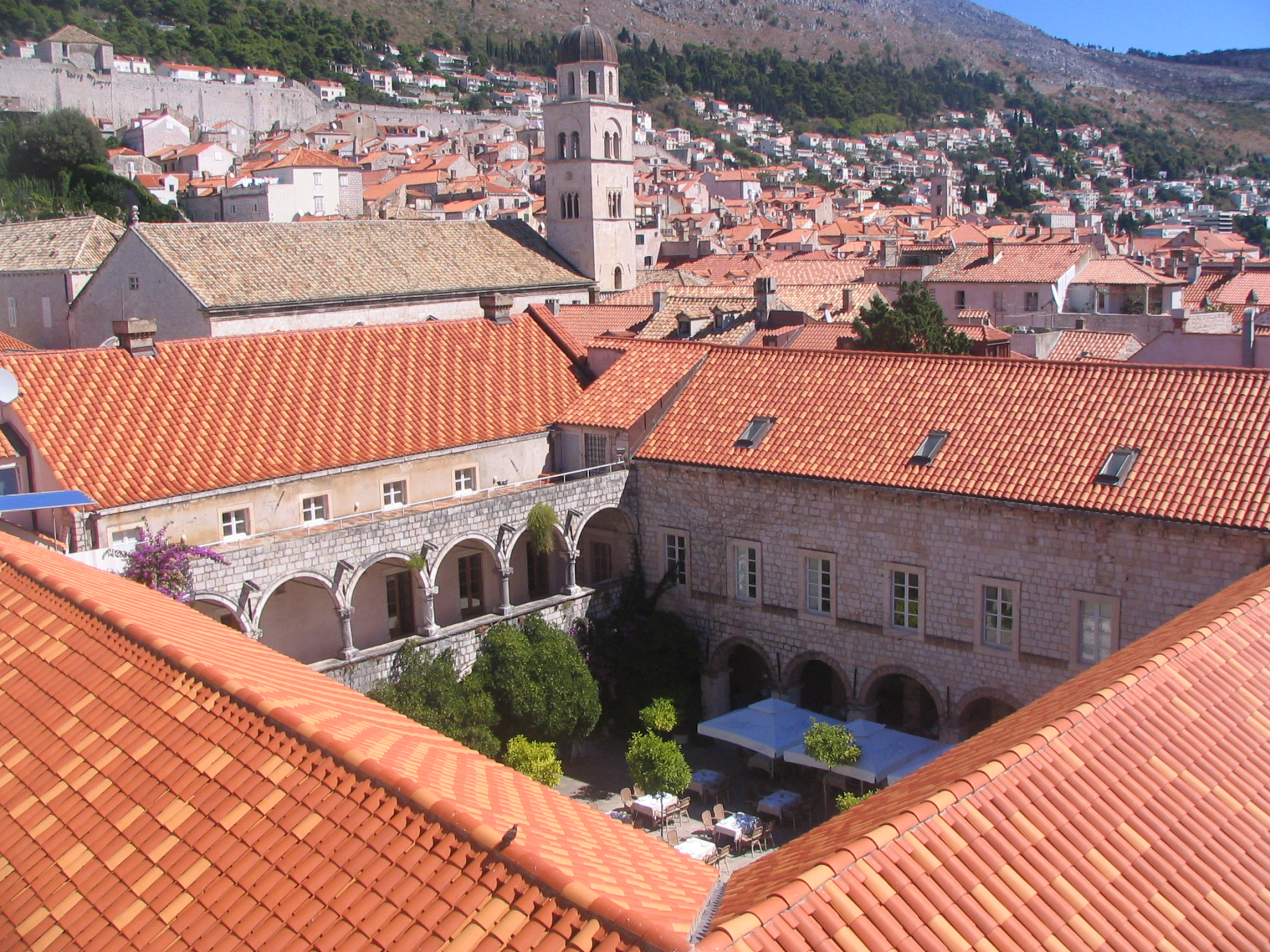
Monastère Sainte-Claire.
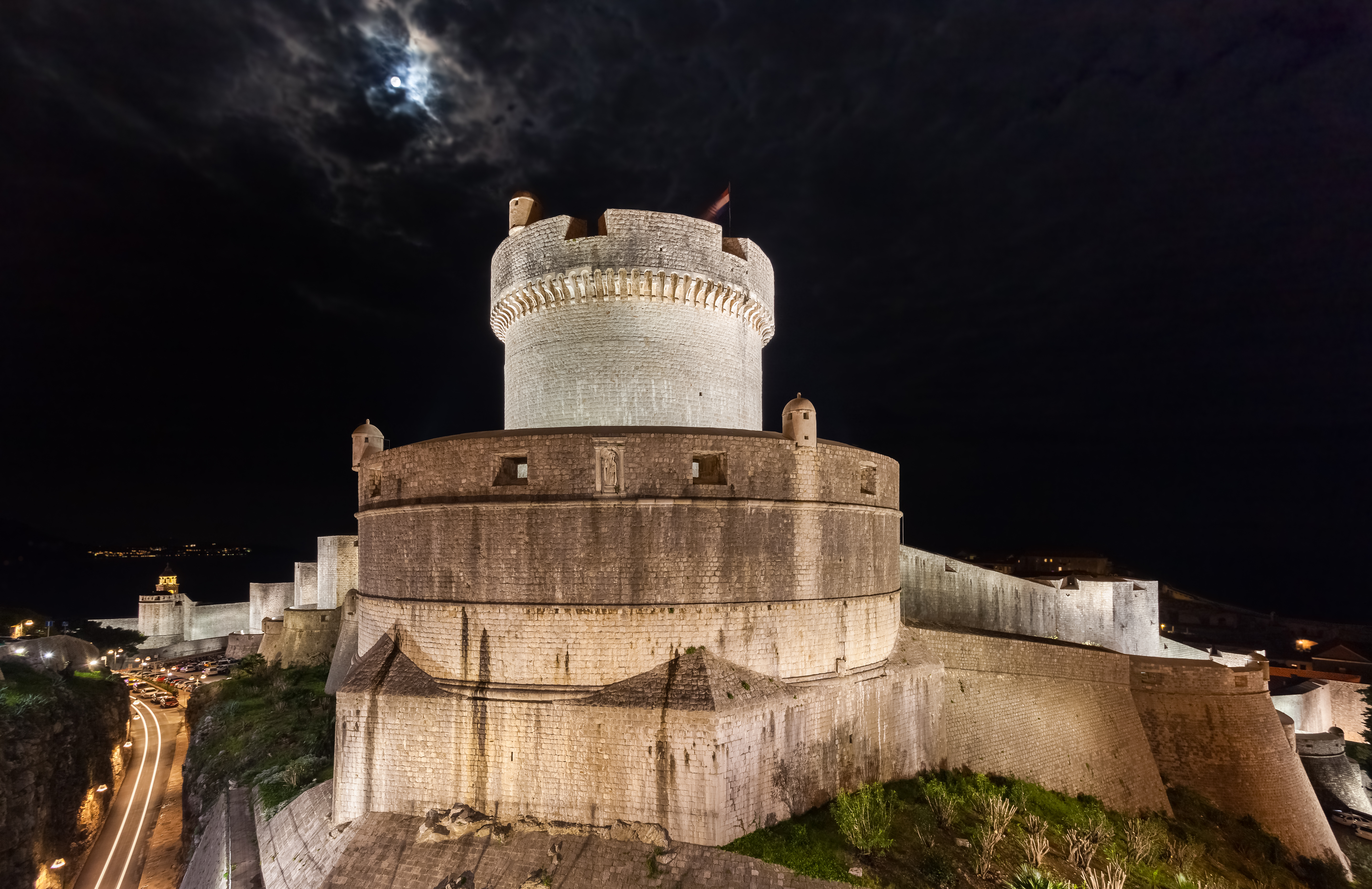
Forteresse de Dubrovnik, extrémité nord.
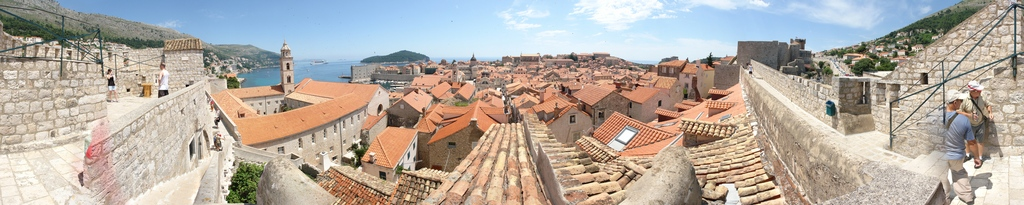
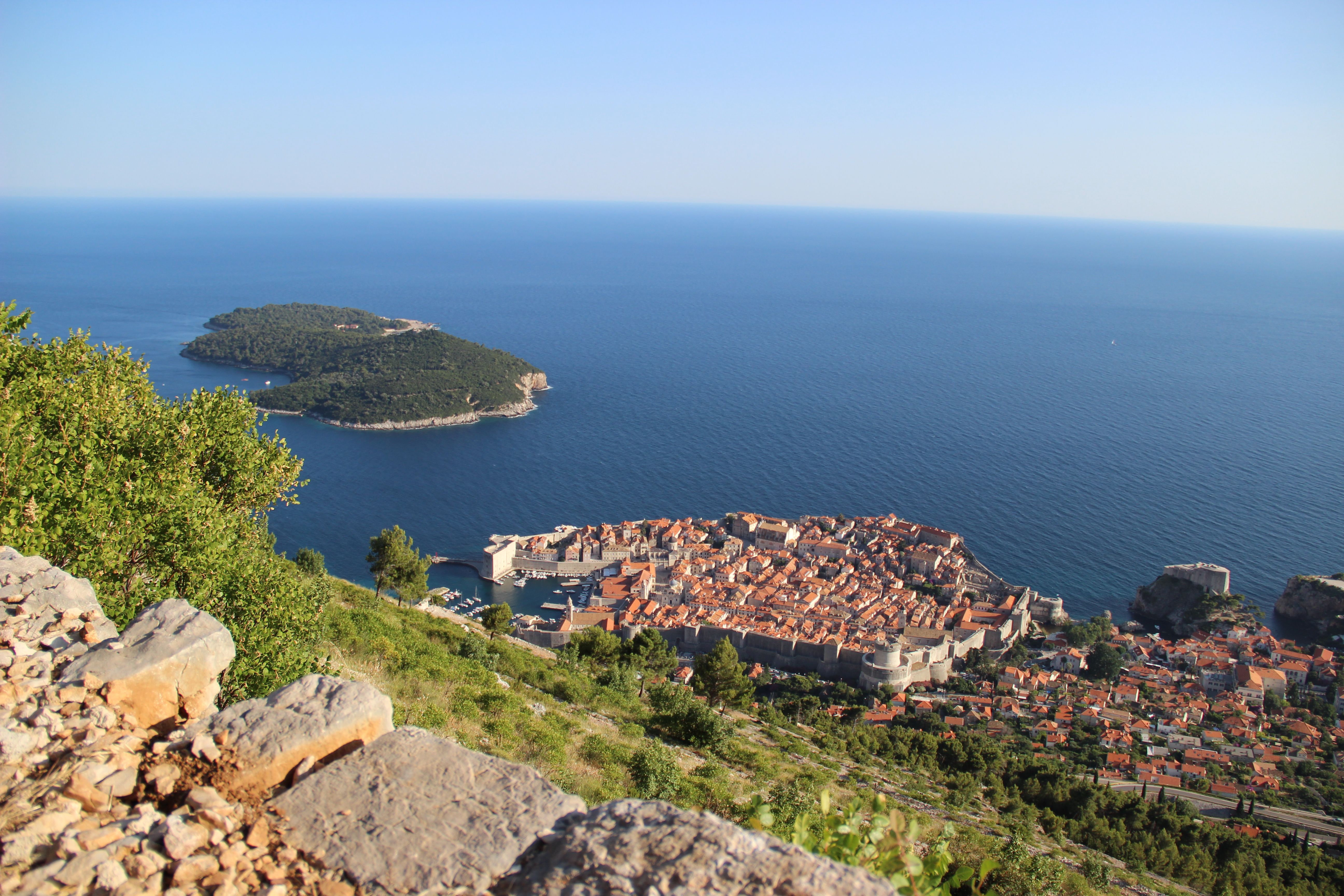
Vue sur la vieille ville, du mont Srđ.
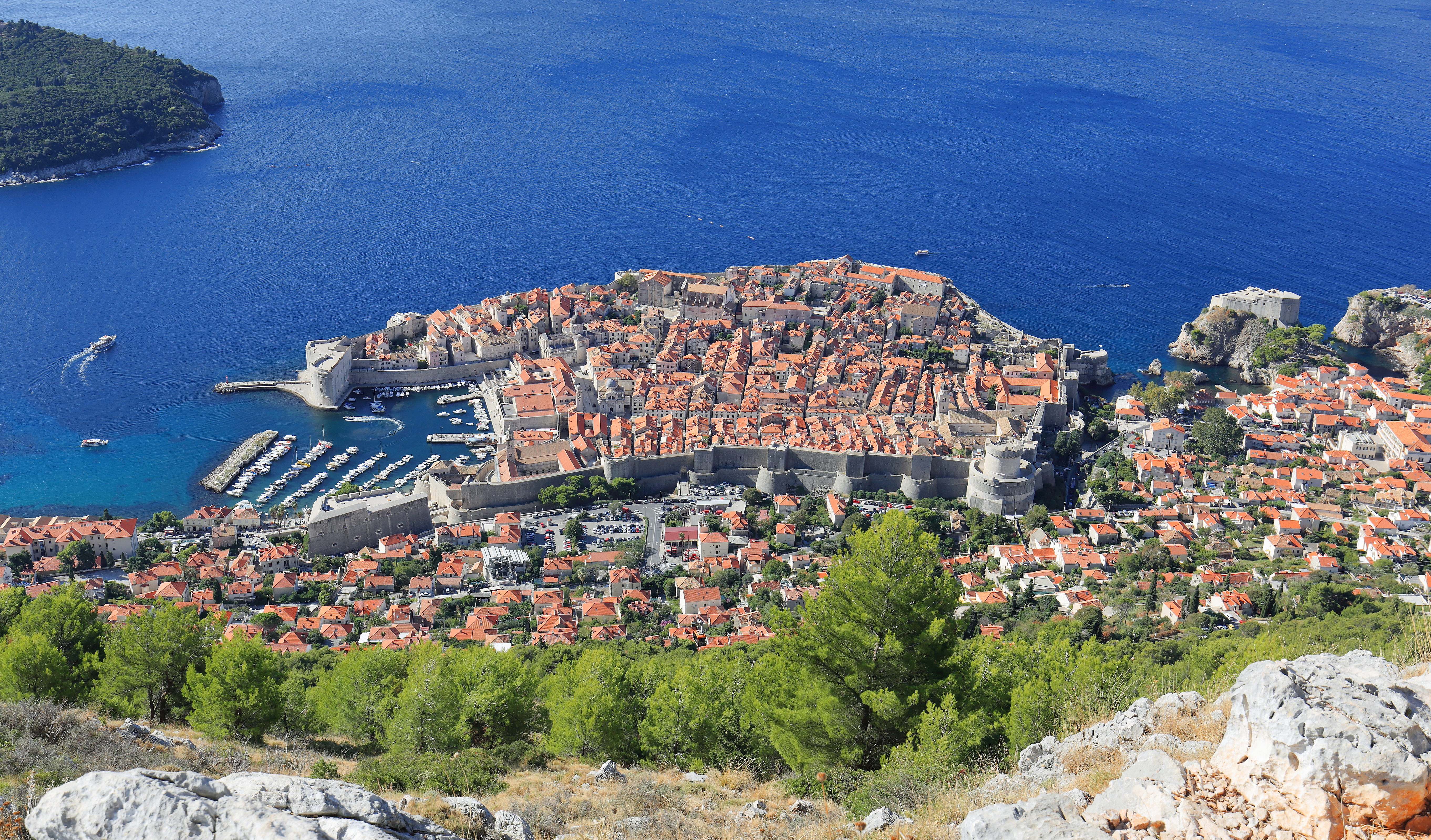
Autre vue du mont Srđ. Septembre 2017.
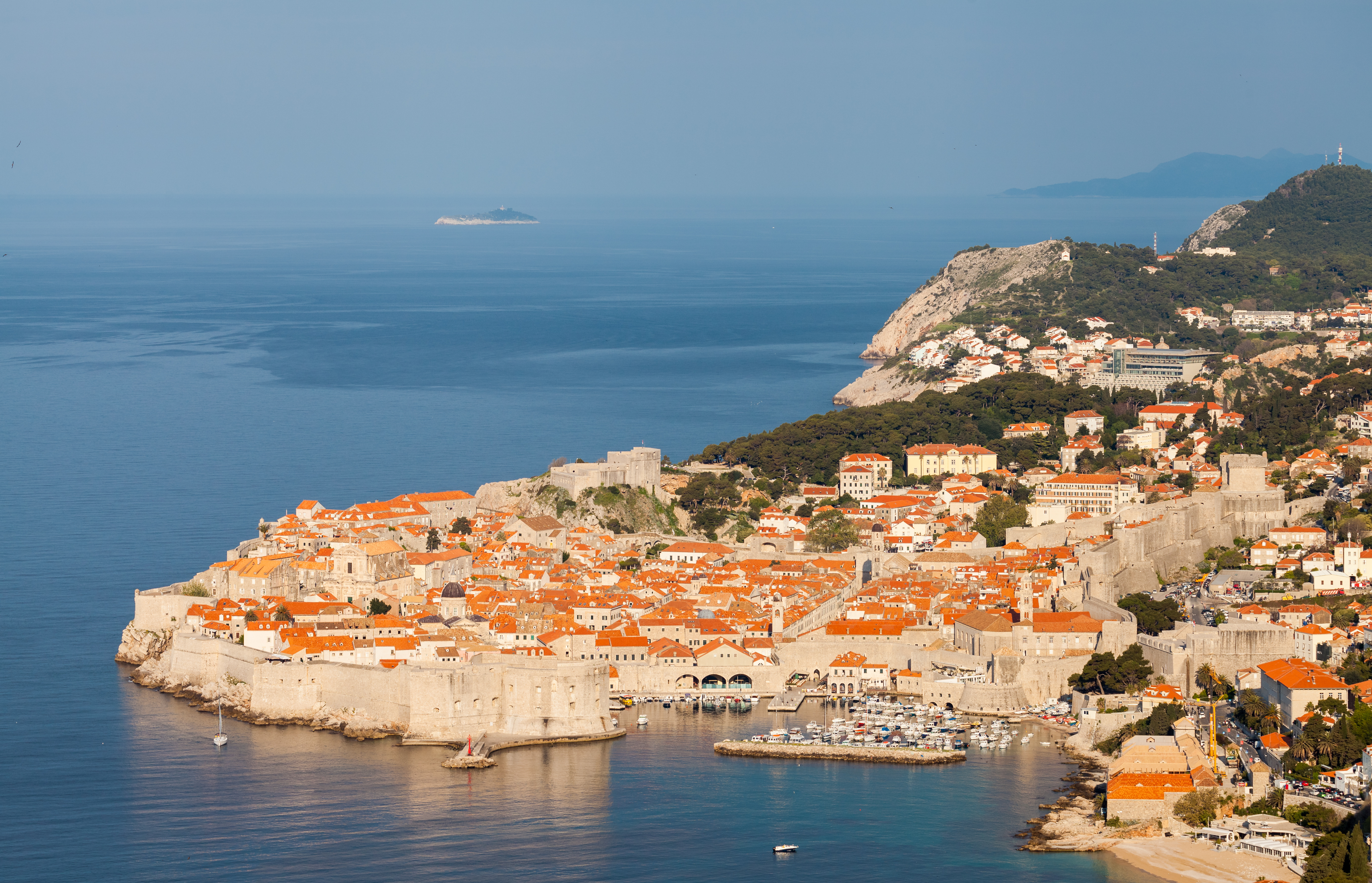
Vue depuis l'extérieur.
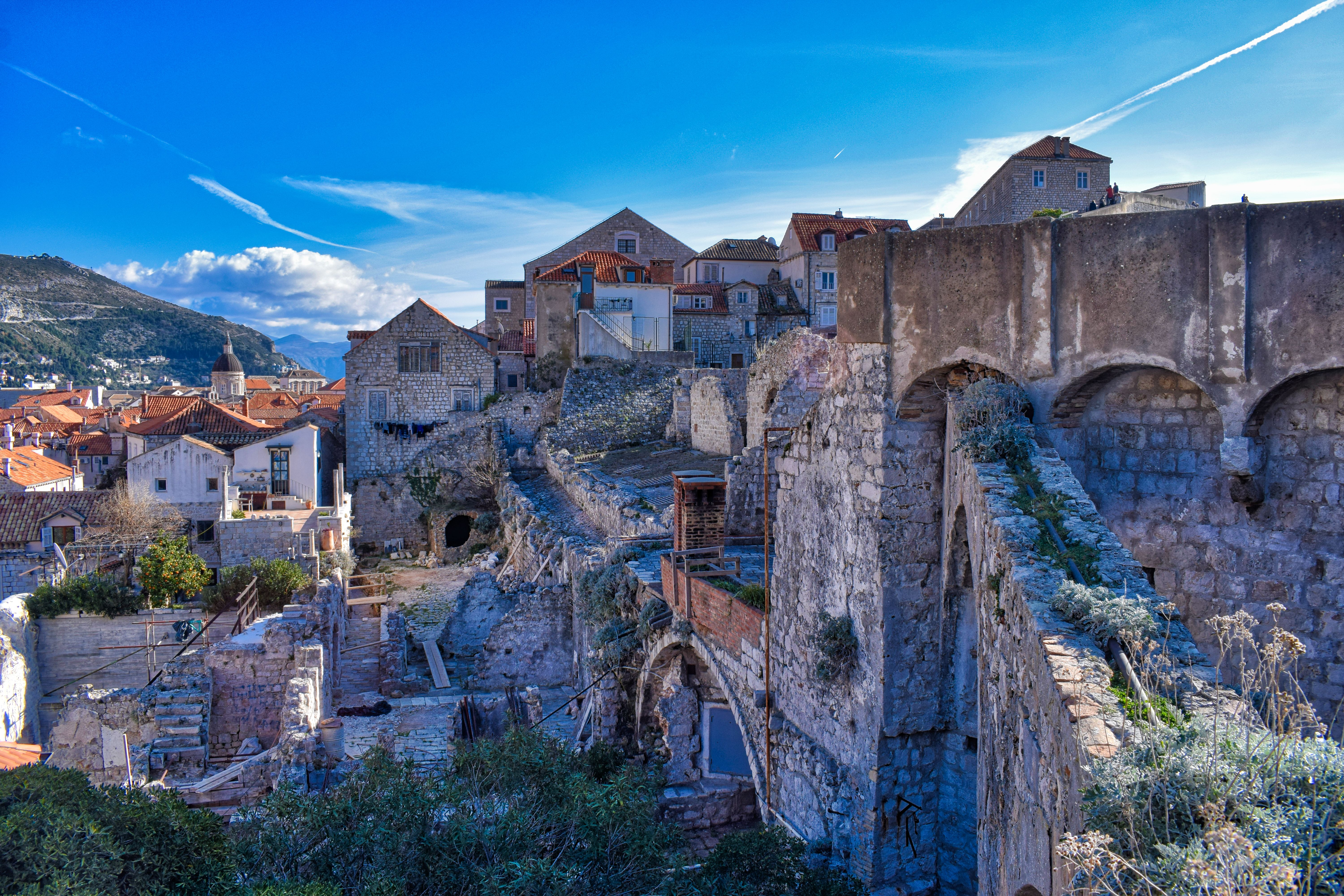
Les murs de la ville de Dubrovnik. Janvier 2017.

## Jumelages
La ville de Dubrovnik est jumelée avec :
- Ravenne (Italie) depuis 1969
- Vukovar (Croatie) depuis 1993
- Graz (Autriche) depuis 1994
- Helsingborg (Suède) depuis 1998
- Raguse (Italie) depuis 2000
- Bad Homburg vor der Höhe (Allemagne) depuis 2002
- Sarajevo (Bosnie-Herzégovine) depuis 2007
- Monterey (États-Unis) depuis 2007
- Rueil-Malmaison (France) depuis 2011
- Venise (Italie) depuis 2012
- Sanya (Chine) depuis 2013
- Beyoğlu (Turquie) depuis 2015
- Enghien (Belgique) depuis 2017

## Personnalités
- Marin Ghetaldi (1568-1627), mathématicien et conseiller de la république de Raguse. La grotte Betina Špilja lui doit son nom.
- Anselmo Banduri, bénédictin, archéologue, numismate et bibliothécaire, est né à Dubrovnik en 1671.
- Roger Joseph Boscovich, jésuite, astronome et mathématicien, est né à Dubrovnik en 1711.
- Marin Držić, dramaturge de la Renaissance croate, né à Dubrovnik en 1508.
- Tereza Kesovija, chanteuse, née à Dubrovnik en 1938.
- Mario Kopić, philosophe, né à Dubrovnik en 1965.
- Ottavio Missoni, athlète et styliste, né à Dubrovnik en 1921.
- Franco Sacchetti, écrivain, né à Dubrovnik en 1332.
- Vesna Krmpotić (1932-2018), écrivaine et traductrice croate, née à Dubrovnik.
- Dubravka Tomšič Srebotnjak, pianiste classique, née à Dubrovnik en 1940.
- Goran Šprem, handballeur né à Dubrovnik.
- Ivo Vojnović, écrivain, né à Dubrovnik en 1857.
- Cvijeta Zuzorić (1552-1648), poétesse.
- Emir Spahić (1980-), joueur international de football, capitaine de la sélection de Bosnie-Herzégovine.
- Antoneta Alamat Kusijanović (1985-), réalisatrice et scénariste croate.
- Ante Tomić (1987-), joueur de basket-ball croate.
- Mario Hezonja (1995-), joueur de basket-ball croate.
- Gracija Filipović (2002-), actrice croate.